# Lutrogale perspicillata
Lutra perspicillata, syn. Lutrogale perspicillata (видра гладкошерста) — вид ссавців з родини Мустелових (Mustelidae).

## Назва
лат. Lutra — «видра», грец. γαλῆ — «ласка, куниця».

## Поширення
Країни поширення: Бангладеш, Бутан, Бруней-Даруссалам, Камбоджа, Китай, Індія, Індонезія, Ірак, Лаоська Народно-Демократична Республіка, Малайзія, М'янма, Непал, Пакистан, Таїланд, В'єтнам.
Lutrogale perspicillata — рівнинний вид, що мешкає переважно в районах з низькою висотою; він поширений в озерах, річках, водосховищах, каналах, затоплених полях, запливає у відкрите море.

## Морфологія
Голова і тіло довжиною 650—790 мм, хвіст довжиною 400—505 мм, а вага становить 7—11 кг. Верхні частини тіла від холодного темно-коричневого до димного сіро-коричневого кольору, низ тіла світло-сірого кольору. Щоки, верхня губа, горло, шия і верхня частина грудей білуваті. Хутро коротке, гладеньке. Зовні схожий на видру, за винятком того, що дорсовентральне сплощення хвіст набагато більш виражене.

## Поведінка
Досить активний на землі, часто подорожує на великі відстані в пошуках придатних водних потоків, а в сухий сезон може стати джунглевим мисливцем. Здібний копач і може вирити своє власне лігво для народження та вигодовування дітей. На півострові Малакка цей роду зазвичай живе в групах, що складаються з пари дорослих і до чотири потомків, які контролюють 7—12 км річки.
Сімейні групи можуть об'єднуватися для риболовлі (в тому числі заганяння риби) і купання. Сільські жителі Індії користуються цією звичкою і за допомогою Lutrogale заганяють рибу в сіті. Переважно їсть рибу і доповнює раціон креветками, раками, крабами, комахами та іншими хребетними, такими як жаби, стрибуни, птахи і пацюки.
Розмноження може відбуватися на початку року. Обидві статі приносять матеріал для вистилання лігва і носять їжу дитинчатам. Дійсна вагітність (без періоду імплантації) триває 63 дні. Один полонений самець дожив до 20 років.